# Sayyid Ahmad Brelwi
Sayyid Ahmad Brelwi (Bareilly 28 de novembre de 1786 - Balakot 6 de maig de 1831) fou un reformador religiós i cap guerriller de l'Índia musulmana al Yaghistan. Era fill de Muhammad Irfan i 36è descendent directe d'Hasan ibn Ali, el fill d'Ali ibn Abi-Tàlib.
Va estudiar a Bareilly i a Lucknow i el 1804 va anar a Delhi, on va estudiar amb el teòleg Shah Abd al-Aziz, fill de Shah Wali Allah. El 1807 va tornar a Bareilly on es va casar i el 1810 va anar a Rajputana on va servir durant set anys a l'exèrcit del nawab Amir Khan, que després fou sobirà de Tonk. Llavors va deixar el seu servei i va anar a Delhi on va començar les seves predicacions religioses reformistes, amb una doctrina molt propera a la dels wahhabites d'Aràbia.
El 1821 va fer el pelegrinatge a la Meca i va retornar el 1824 disposat a preparar una gihad contra els sikhs del Panjab; el 1826 va començar la seva expedició amb el suport de partidaris de Kabul i Kandahar i va arribar a Peshawar; va enfrontar-se als sikhs a Akora Khattak (20 de novembre de 1826) però fou derrotat a la batalla de Saydo per la deserció de Yar Muhammad Khan Durrani i els seus germans.
L'any 1830 va poder ocupar temporalment Peshawar però a causa de la deserció dels durranis i altres kans locals, va decidir marxar a Caixmir. Pel camí es va enfrontar als sikhs a Balakot, resultant mort en la lluita i el seu exèrcit dispersat (1831). No obstant l'activitat armada va continuar.